# Setostylus chinensis
Setostylus chinensis är en tvåvingeart som beskrevs av Cao, Evenhuis och Zhou 2007. Setostylus chinensis ingår i släktet Setostylus och familjen platthornsmyggor. Inga underarter finns listade i Catalogue of Life.